# 루마니아-조선민주주의인민공화국 관계
조선민주주의인민공화국과 루마니아는 1989년 12월, 루마니아 혁명 이후로 제한적인 외교 관계를 유지하고 있다. 양국 간의 외교 관계는 루마니아가 동구권에 속해 있던 1948년 10월 26일에 수립되었다. 루마니아는 평양에 대사관을 두고 있으며, 조선민주주의인민공화국은 부쿠레슈티에 대사관을 두고 있다.

## 역사
루마니아 인민공화국은 1948년 10월 26일, 조선민주주의인민공화국을 한반도 전체에 대한 유일한 합법 정부로 공식 승인하였다. 양국은 1950년대 초반 6.25 전쟁 동안 동맹 관계에 있었다. 이후 수년 동안 양국 간의 접촉은 거의 없었다.

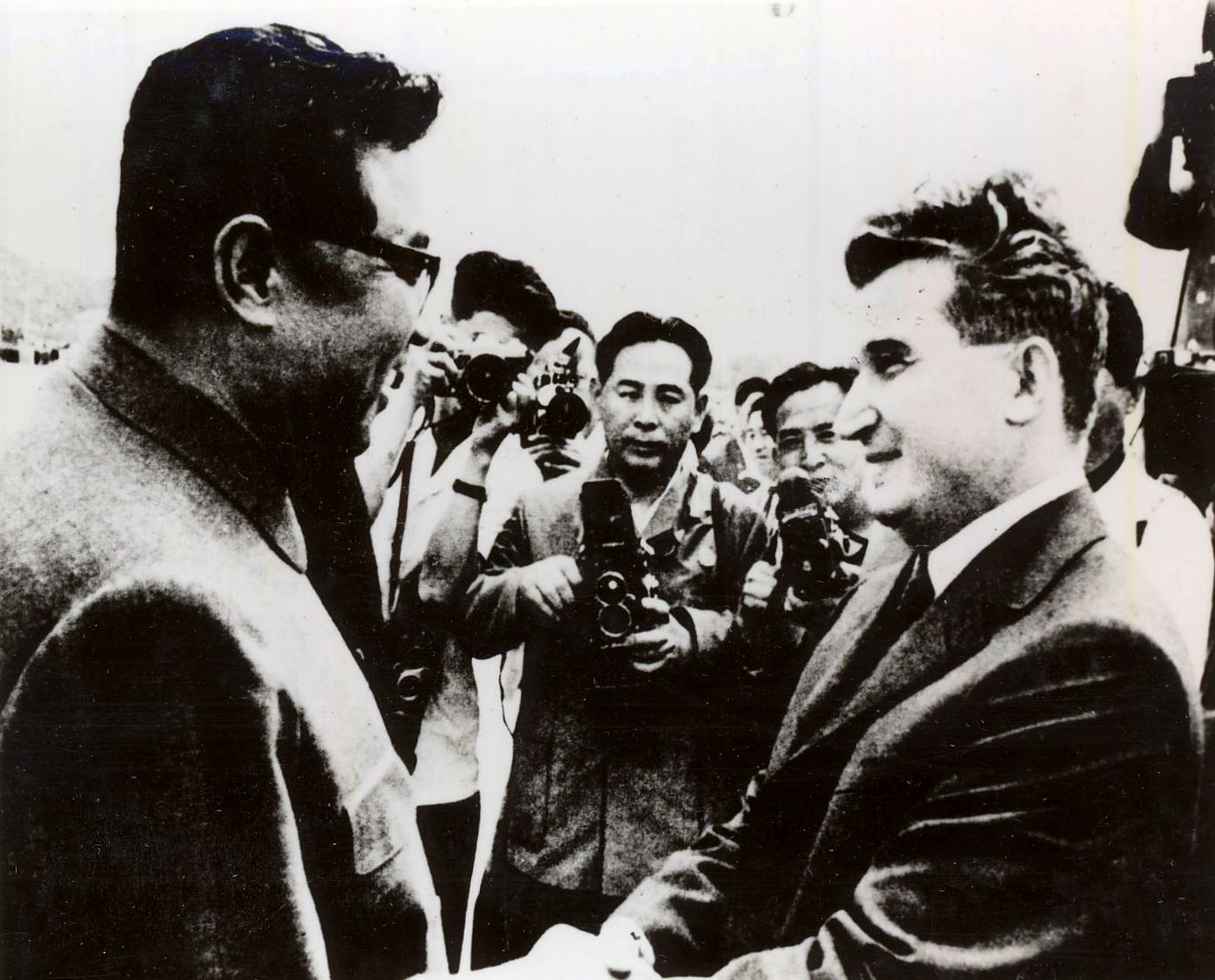
니콜라에 차우셰스쿠는 1971년 6월 15일, 김일성과 회담을 가졌다.

1971년 6월 15일, 새롭게 명명된 루마니아 사회주의 공화국의 국가원수 니콜라에 차우셰스쿠는 북한을 방문하였다. 그는 조선로동당의 정책에 구현된 전면적인 국가 변혁의 개념에 큰 관심을 보였으며, 김일성의 개인숭배 체제에도 깊은 영감을 받았다. 영국 언론인 에드워드 베어에 따르면, 차우셰스쿠는 김일성이 자국을 철저히 지배하고 소련의 영향력에서 벗어나, 전체주의적 방식과 극단적인 민족주의 및 공산주의 이념을 결합한 지도자라는 점에서 그를 높이 평가하였다. 베어는 차우셰스쿠가 북한에서 목격한 "순진한 외국 손님을 속이기 위한 거대한 포템킨 마을들"의 가능성은 그가 이전에는 전혀 상상하지 못했던 것이었다고 서술하였다.
루마니아로 돌아온 차우셰스쿠는 김일성의 주체사상에 영향을 받아 북한의 체제를 본받기 시작하였다. 그는 루마니아 언론에 대한 정부의 통제를 강화하고, 민족주의를 장려하며, 자신의 개인숭배를 심화시키는 일련의 정책 제안인 7월 테제를 발표하였다. 주체 사상에 관한 북한 서적들은 루마니아어로 번역되어 국내에 광범위하게 배포되었다. 양국 군대는 민감한 사안들에 대해 협력을 시작하였다. 한편, 루마니아는 미국과 관계 개선을 추진하고 있었다. 1973년, 북한은 루마니아를 미국과의 중재자로 활용하려 하였으나, 루마니아 외교관들은 미국과의 관계 발전을 해칠 것을 우려하여 이를 원치 않았다.
1978년, 루마니아 화가 도이나 붐베인이 조선민주주의인민공화국 정부에 의해 납치되었다. 이는 북한에 있는 미국인 탈영병들에게 비한민족 아내를 제공함으로써 혼혈 한국인의 출생을 피하려는 의도였던 것으로 보인다. 루마니아 당국과 정부 기관들은 붐베인 사건에 대해 인지하고 있었지만, 이에 큰 중요성을 두지 않았다.